# Święto przebiśniegu
Święto przebiśniegu – czechosłowacka komedia z 1984 roku w reżyserii Jiříego Menzla na podstawie opowiadań Bohumila Hrabala.

## Główne role
- Rudolf Hrusinsky – Franc
- Jaromír Hanzlík – Leli
- Josef Somr – Vyhnálek
- Petr Cepek – rzeźnik
- Miloslav Stibich – Jelinek
- Petr Brukner – traktorzysta
- Eugen Jegorov – aptekarz
- Borík Procházka – Liman
- Jirí Schmitzer – właściciel gospody
- Marie Spurná – żona właściciela gospody
- Blazena Holisová – żona Franca
- Libuše Šafránková – nauczycielka
- Rudolf Hrušínský młodszy – pomocnik traktorzysty
- Blanka Lormanová – młoda kobieta
- Jirí Krejcík – pan Karel